# Lesterville (Dakota del Sur)
Lesterville es un pueblo ubicado en el condado de Yankton en el estado estadounidense de Dakota del Sur. En el Censo de 2010 tenía una población de 127 habitantes y una densidad poblacional de 242,75 personas por km².

## Geografía
Lesterville se encuentra ubicado en las coordenadas 43°2′19″N 97°35′26″O / 43.03861, -97.59056. Según la Oficina del Censo de los Estados Unidos, Lesterville tiene una superficie total de 0.52 km², de la cual 0.52 km² corresponden a tierra firme y (0%) 0 km² es agua.

## Demografía
Según el censo de 2010, había 127 personas residiendo en Lesterville. La densidad de población era de 242,75 hab./km². De los 127 habitantes, Lesterville estaba compuesto por el 100% blancos, el 0% eran afroamericanos, el 0% eran amerindios, el 0% eran asiáticos, el 0% eran isleños del Pacífico, el 0% eran de otras razas y el 0% pertenecían a dos o más razas. Del total de la población el 0% eran hispanos o latinos de cualquier raza.